# Rudolf Magnitzke
Rudolf Magnitzke (* 12. September 1927 in Torgau; † 1. Oktober 2018) war Generalmajor der Nationalen Volksarmee (NVA) der Deutschen Demokratischen Republik.

## Leben
Der Sohn eines Schneiders begann 1944 eine Ausbildung zum Maurer, die er jedoch wegen der Einberufung zum Reichsarbeitsdienst und zur Wehrmacht noch im gleichen Jahr unterbrechen musste. Nach dem Zweiten Weltkrieg und der Verwendung als Kanonier in einer Panzerhaubitzeneinheit setzte er 1945 seine Maurerausbildung bis 1948 fort und trat 1947 der SED bei.
Am 1. April 1948 trat er als Wachtmeister in die Deutsche Volkspolizei ein, wo er bis 1950 vom Gruppenführer der Volkspolizeibereitschaft Halle und Zugführer der 1. VP-Bereitschaft Sachsen zum Kompaniechef an der Volkspolizeischule Naumburg (Saale) aufstieg. Nach einer einjährigen Verwendung als Leiter des Ausbildungskommandos der VP-Dienststelle Prora erfolgte eine einjährige Tätigkeit als Hauptfachlehrer an der Volkspolizeischule Weimar. Nachdem er von 1952 bis 1953 Absolvent eines Sonderlehrgangs in der UdSSR war, war er bis 1958 Fachlehrer für Taktik und Hauptfachlehrer für Information an der Hochschule für Offiziere. Nach einer kurzen Tätigkeit als Oberoffizier für Aufklärung im Kommando des Militärbezirks III in Leipzig war er 1959 bis 1960 Leiter der Unterabteilung Operativ der 4. motorisierten Schützendivision (4. MSD) in Erfurt. Anschließend war er von 1960 bis 1962 Kommandeur des Motorisierten Schützenregiments 22 und danach bis 1965 Hörer der Generalstabsakademie der UdSSR, die er mit dem akademischen Grad eines Diplom-Militärwissenschaftlers abschloss.
Nach seiner Rückkehr aus der UdSSR war er von 1965 bis 1972 1. Stellvertretender Kommandeur der 11. motorisierte Schützendivision sowie darauf von 1. September 1972 bis 31. Oktober 1974 als Nachfolger von Heinz Handke im Range eines Obersts deren Kommandeur. Als solcher wurde er am 1. März 1974, dem 18. Jahrestag der NVA, zum Generalmajor ernannt. 1974 erfolgte seine Ernennung zum Chef für Ausbildung und Stellvertretenden Chef des Militärbezirks III. 1976 wurde er dann zum Stellvertretenden Chef der Verwaltung Inspektion im Ministerium für Nationale Verteidigung (MfNV) ernannt, wo er bis 1980 für Grundsatzfragen, Planung und Koordination zuständig war. Von 1980 bis zu seiner Entlassung am 31. Januar 1990 war er Stellvertretender Chef des Hauptstabes für allgemeine Fragen im MfNV.
Im Laufe seiner militärischen Laufbahn wurde er mit dem Vaterländischen Verdienstorden in Bronze (1979) und Silber (1987) und dem Kampforden „Für Verdienste um Volk und Vaterland“ in Gold ausgezeichnet.
Magnitzke lebte zuletzt in Strausberg und starb im Alter von 91 Jahren.